# Joanna Simon
Joanna Simon (* 20. Oktober 1936 in New York; † 19. Oktober 2022 ebenda) war eine US-amerikanische Opernsängerin im Stimmfach Mezzosopran.

## Leben
Simon war die Schwester der beiden Musikerinnen Carly Simon und Lucy Simon, welche beide auch als die Simon Sisters auftraten. Ihr Vater war der Geschäftsmann und Gründer des Verlags Simon & Schuster, Richard L. Simon.
Simon erhielt ab ihrem sechsten Lebensjahr Klavierunterricht. Ihre Gesangsausbildung erhielt sie durch die Pädagogen Marion Freschl und Daniel Ferro sowie am Sarah Lawrence College in New York City. Weitere Studien führten sie später zu Herbert Graf an das Internationale Opernstudio in Zürich und zu Gian Carlo Menotti im Rahmen des Spoleto Festival USA in Charleston. 1962 gewann sie den Marian-Anderson-Award für junge afro-amerikanische Sänger.
Die Mezzosopranistin debütierte 1962 an der New Yorker City Centre Opera, wo sie die Rolle des Cherubino in der Mozart-Oper Die Hochzeit des Figaro sang, an der Seite von Norman Treigle in der Titelpartie. Es folgten diverse Engagements in den Vereinigten Staaten, unter anderem in Baltimore, Cincinnati, Houston, Seattle, Miami und Philadelphia. 1967 sang sie bei der Washington Opera Society die Rolle der Kurtisane Pantasilea in der Uraufführung der Oper Bomarzo von Alberto Ginastera. Sie galt fortan als Spezialistin für die Interpretation zeitgenössischer Musik. Parallel dazu trat Simon in zahlreichen Konzerten und Oratorien auf, wo sie sich ein Repertoire erarbeitete, das Werke von Georg Friedrich Händel, Wolfgang Amadeus Mozart, Gustav Mahler, Johannes Brahms und Johann Sebastian Bach enthielt.
Auch außerhalb ihres Heimatlandes trat sie auf.  Von 1971 bis 1973 wirkte sie bei den Salzburger Festspielen mit, wo sie als Piacere in der Barockoper La Rappresentazione di anima e corpo von Emilio de’ Cavalieri mitwirkte, und außerdem 1972 in Kirchenkonzerten unter Ernst Märzendorfer sang. 1972 verkörperte sie am Opernhaus Bordeaux die Titelrolle in der Oper Carmen; später sang sie die Carmen auch in Israel unter der musikalischen Leitung von Zubin Mehta. Sie sang die Rolle der Brangäne in der Oper Tristan und Isolde in einer Aufführung mit dem New York Philharmonic Orchestra unter der musikalischen Leitung von Leonard Bernstein. Im März 1972 sang sie an der Seattle Opera die Rolle der Raquel in der Uraufführung der Oper The Black Widow von Thomas Pasatieri. Später folgten weitere Hauptrollen auf vielen wichtigen Bühnen weltweit, bei denen sie gemeinsam mit berühmten Dirigenten, wie etwa Herbert von Karajan und James Levine arbeitete. Zu ihrem Repertoire gehörten die Charlotte in Werther, die Dorabella in Così fan tutte und die Marina in Boris Godunow und die Gräfin Geschwitz in Lulu bei der American National Opera. 1981 sang sie die Rolle der Fenena in Nabucco an der New York City Opera an der Seite von Grace Bumbry.
Auch im Fernsehen trat sie sowohl national als auch international in Erscheinung. Während in den USA etwa die Ed Sullivan Show oder die Tonight Show die Sängerin in der Gästeliste führte, war sie am 10. Februar 1968 auch Gast in der ARD-Samstagabendshow Einer wird gewinnen in der Bundesrepublik Deutschland.
Später arbeitete sie von 1986 bis 1992 als Kulturkorrespondentin bei der Fernsehsendung MacNeil/Lehrer News Hour. Simon starb am 19. Oktober 2022 im Alter von 85 Jahren im New Yorker Stadtteil Manhattan an Schilddrüsenkrebs. Ihre Schwester Lucy war einen Tag zuvor an einer Brustkrebserkrankung gestorben.